# Andreas Hörtnagl
Andreas Hörtnagl (* 28. listopadu 1942 Matrei am Brenner) je rakouský politik

## Život a působení
V letech 1980–1992 byl Andreas Hörtnagl starostou města Gries am Brenner.
Hörtnagl se stal známým kvůli konfliktu se svým předchůdcem Jakobem Stricknerem, který se v německém časopise Bunte chlubil tím, že pomohl k útěku Josefa Mengeleho do Itálie přes takzvanou „krysí linii“. Starosta Hörtnagl se styděl za chování svého předchůdce a omluvil se lidem, kteří přežili holokaust. Strickner jej zažaloval kvůli urážce na cti, ale u soudu neuspěl.
V roce 1991 založil starosta Hörtnagl na popud biskupa Reinholda Stechera ve své obci Gries am Brenner, první L'Archovou komunitu pro osoby se zdravotním postižením v Rakousku. Poté, co dovolil aby bylo v Gries am Brenner přijato 20 rumunských žadatelů o azyl, se mu v roce 1992 nepodařilo být znovuzvolen jako starosta.
V roce 1992 založil s Andreasem Maislingerem a Waltrem Guggenbergem spolek pro službu na památku holocaustu „Gedenkdienst“, a umožnil mladým Rakušanům pracovat u zahraničních památníků holocaustu. Od roku 2000 je místopředsedou Asociace rakouských zahraničních služeb.
V roce 2016 byl Andreas Hörtnagl policií identifikován jako autor 512 okopírovaných hlasovacích lístků z průzkumu veřejného mínění o uprchlickém domově v Gries am Brenner; padělkem chtěl ovlivnit průzkum, aby se vyslovil proti horní hranici obsazenosti azylového domu.

## Ocenění
Za jeho zásluhy mu v roce 1991 univerzita v Innsbrucku udělila Univerzitní odznak cti a diecéze Innsbruck mu v roce 1995 udělila Stříbrnou čestnou medaili. Stát Tyrolsko jej vyznamenal v roce 2005 medailí za zásluhy a v roce 2010 státním záslužným křížem. V roce 2012 obdržel od spolkového prezidenta Heinze Fischera Zlatou medaili za zásluhy Rakouské republiky.